# 大同塗料
大同塗料株式会社（だいどうとりょう、英称：DAIDO CORPORATION.）は、大阪府大阪市淀川区に本社を置く塗料の製造販売をおこなう企業である。

## 会社概要
主に特殊な用途に用いられる塗料の製造販売をおこなう。中でも小・中学校・高校などに体育施設として設置されているプール内の塗装に用いられる、水色の塗料「プールコート」で圧倒的シェアを誇る。一般的に用途の高い、建材用や自動車用向け塗料は製造していない。
他にも学校の教室に設置されている、黒板の土台となる木板用の塗料や、室内の床用として耐熱、耐電性に強い「ユカクリート」など、特殊な用途に向けての塗料が多数を占めており、ニッチ分野でのシェアを持つ企業としての側面を持つ。
近年では同社の施工ノウハウを生かし、特殊エンジニアリング分野におけるコンクリート再生工法「コンフレッシュシステム」を開発すると共に、技術と工場を持つエンジニアリング会社を標榜している。